# Nördliche Qi-Dynastie

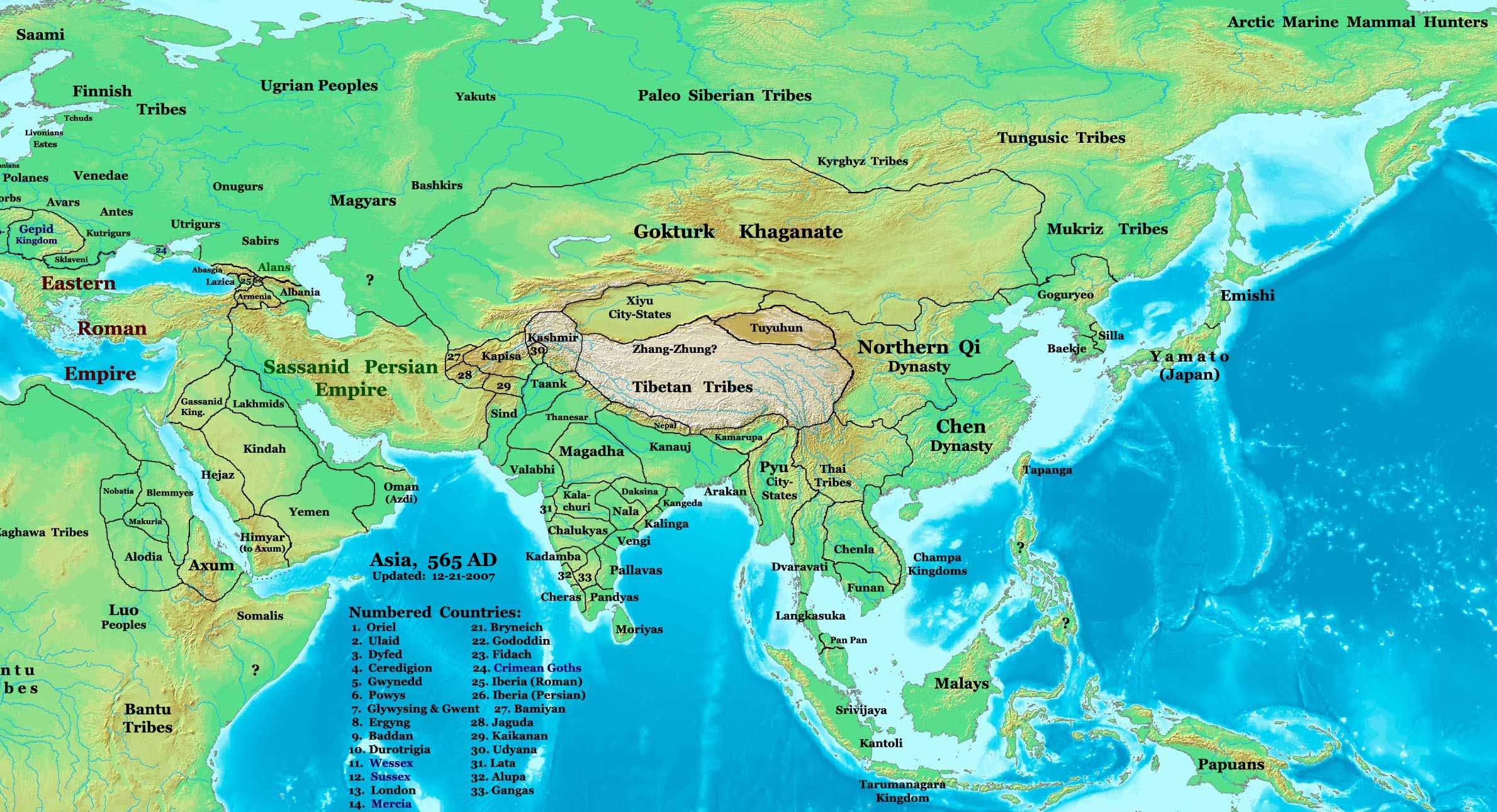
Das Reich der Nördlichen Qi und seine Nachbarn im Jahr 565

Die Nördliche Qi-Dynastie (chinesisch 北齊 / 北齐, Pinyin Bei Qi; 550–577) war eine der Nördlichen Dynastien in der Zeit der Südlichen und Nördlichen Dynastien der chinesischen Geschichte und herrschte über das nördliche China von 550 bis 577.
Sie war der Nachfolger der Östlichen Wei-Dynastie. Die Reiche der nördlichen Qi und der nördlichen Zhou waren also Nachfolgestaaten des Tabgatsch-Reiches, da dem höchsten General der Östlichen Wei Gao Huan seine Söhne Gao Cheng und Gao Yang nachfolgten, der den Thron von Yuan Shanjian im Jahr 550 einnahm und als Kaiser Wenxuan die Nördliche Qi-Dynastie gründete. Weil der Staat der Nördlichen Qi von gewaltsamen und/oder inkompetenten Kaisern geplagt wurde (Kaiser Wenxuan, Kaiser Wucheng und Gao Wei), korrupten Beamten und maroden Armeen, wurde er, obwohl er bei seiner Gründung der stärkste unter den drei chinesischen Hauptstaaten war (zusammen mit der Nördlichen Zhou und der Chen-Dynastie) nach und nach schwächer und schließlich von den Nördlichen Zhou im Jahr 577 zerstört. Kaiser Wenxuans Sohn Gao Shaoyi, der Prinz von Fanyang, erklärte sich später unter Protektion der Kök-Türken (Tujue in chinesischen Quellen) im Exil zum Kaiser der Nördlichen Qi, aber im Jahr 579 wurde er von den Türken den Nördlichen Zhou übergeben, und er ging nach Sichuan ins Exil.
Es wird diskutiert, ob Gao Shaoyi streng genommen als Kaiser der Nördlichen Qi betrachtet werden kann, auf jeden Fall aber wird das Jahr 577 von den Historikern im Allgemeinen als das Ende der Nördlichen Qi betrachtet.

## Anmerkungen

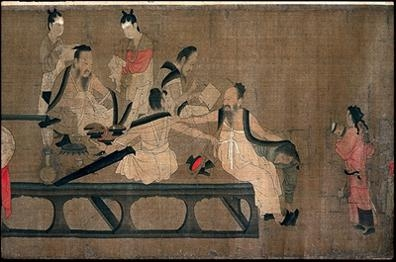
Gelehrte der Nördlichen Qi bei der Textedition. Kopie eines Tang-Gemäldes aus dem 11. Jahrhundert.

## Kaiser der Nördlichen Qi-Dynastie 550–577

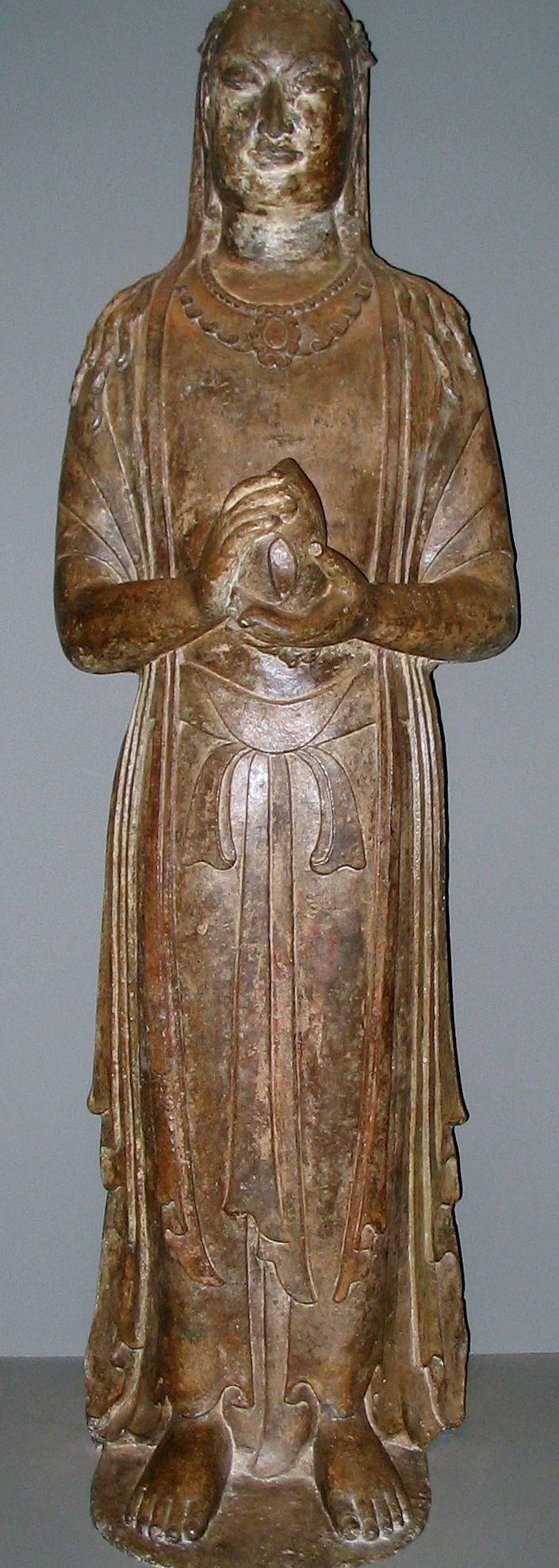
Nördliche-Qi-Bodhisattva

| Postumer Name (Shìhào 諡號)                          | Personenname (Xìngmíng 姓名) | Regentschaft (Shèzhèng 攝政) | Äranamen und Dauer (Niánhào 年號)                                                           |
| ---------------------------------------------------- | ---------------------------- | ---------------------------- | ------------------------------------------------------------------------------------------- |
| Nördliche Dynastie                                   |                              |                              |                                                                                             |
| chinesische Konvention: Nördliche Qi + postumer Name |                              |                              |                                                                                             |
| Wen Xuan Di (文宣帝 wén xuān dì)                     | Gao Yang (高洋 gāo yáng)     | 550–559                      | Tianbao (天保 tiān bǎo) 550–559                                                             |
| Fei Di (廢帝 fèi dì)                                 | Gao Yin (高殷 gāo yīn)       | 560                          | Qianming (乾明 qián míng) 560                                                               |
| Xiao Zhao Di (孝昭帝 xiào zhāo dì)                   | Gao Yan (高演 gāo yǎn)       | 560–561                      | Huangjian (皇建 huáng jiàn) 560–561                                                         |
| Wu Cheng Di (武成帝 wǔ chéng dì)                     | Gao Dan (高湛 gāo dān)       | 561–565                      | Taining (太寧 tài níng) 561–562 Heqing (河清 hé qīng) 562–565                               |
| Hou Zhu (後主 hòu zhǔ)                               | Gao Wei (高緯 gāo wěi)       | 565–577                      | Tiantong (天統 tiān tǒng) 565–569 Wuping (武平 wǔ píng) 570–576 Longhua (隆化 lóng huà) 576 |
| You Zhu (幼主 yòu zhǔ)                               | Gao Heng (高恆 gāo héng)     | 577                          | Chengguang (承光 chéng guāng) 577                                                           |